# Leiuranus versicolor
Leiuranus versicolor är en fiskart som först beskrevs av Richardson, 1848.  Leiuranus versicolor ingår i släktet Leiuranus och familjen Ophichthidae. Inga underarter finns listade i Catalogue of Life.